# Mikuruma-dōri
Le Mikuruma-dōri (御車通, Mikuruma-dōri) est une voie du centre-ville de Kyoto, dans l'arrondissement de Kamigyō. Elle est située juste à l'ouest du fleuve Kamo.

## Description

### Situation
Le Mikuruma-dōri est une courte rue étroite de l'extrême est de l'arrondissement de Kamigyō. Il est situé juste à l'ouest du fleuve Kamo et est entièrement compris dans le quartier de Kajii-chō (梶井町). La rue débute à une rue sans nom juste au sud d'Imadegawa-dōri (今出川通) et continue en ligne droite en passant par Ishiyakushi-dōri (石薬師通) avant de terminer à la porte nord de l'Université préfectorale de médecine de Kyoto. Elle précède le Kawaramachi-dōri (en) (河原町通) à l'ouest.
La circulation se fait en sens unique du nord au sud. La rue fait environ 350 mètres de long.

### Voies rencontrées
Liste des voies rencontrées,. Du nord au sud, en sens unique. Les voies rencontrées de la droite sont mentionnées par (d), tandis que celles rencontrées de la gauche, par (g). Seules les rues ayant un nom sont listées.
1. (d) Ishiyakushi-dōri (石薬師通)

### Transports en commun
Les bus du réseau d'autobus de Kyoto (ja) ne passent par sur la rue, mais des lignes passent proches de la rue, dû à sa proximité avec Kawaramachi-dōri. Université préfectorale de médecine (府立医大病院前, lignes 3, 4, 17, 37, 59, 205) et Kawaramachi-Imadegawa (河原町今出川, lignes 1, 3, 4, 17, 37, 59, 201, 203, 205) sont les arrêts les plus proches.

## Odonymie
Le nom « Mikuruma » (御車), aussi écrit « 三車 », fait référence à Kawaramachi-dōri, qui portait ce nom autour d'Imadegawa-dōri, dans le secteur Demachi (ja) (出町),.

## Histoire
La rue fait son apparition au début de l'ère Taishō (1912-1926). La rue était à sa création encore plus courte que sa longueur actuelle, commençant au nord au temple Tenman-gū (天満宮) et terminant au sud au palais Kajii (梶井宮), tous deux démolis à l'occasion. Le palais Fushimi-no-miya (伏見宮) était alors situé au nord de la rue,. Vers 1935, la rue est allongée au nord en détruisant le palais Fushimi-no-miya, qui avait aussi été détruit pour la prolongation d'Imadegawa-dōri pour faire circuler le premier tramway de Kyoto (de),.

## Patrimoine et lieux d'intérêt
On trouvait plusieurs palais et temples sur la rue, plus tard reconvertis, ainsi que de nombreux murs de briques de l'ère Taishō et du début de l'ère Shōwa faisant face à la rue. Au sud se trouve l'Université préfectorale de médecine de Kyoto, sise sur l'ancien palais Nikkō (日光宮), puis les établissements de l'Institut Saint-Thomas des frères dominicains, et sa garderie. Sur le site de l'Institut Saint-Thomas se trouve un bâtiment conçu par l'architecte Takeda Goichi (ja) (武田 吾一, 1872-1938).
Au nord, on trouve du côté est le jardin Shikunshien (四君子苑), aussi appelée résidence Kinjirō Kitamura (ja) (北村 謹次郎, 1904-1991), une résidence du début de l'ère Shōwa construite par Sutejirō Kitamura (北村 捨次郎, 1894-1985), puis agrandie par Isoya Yoshida (吉田 五十八, 1894-1974). Elle fait partie du complexe du musée Kitamura (en) juste au nord. On trouve aussi le centre des start-ups de Kyoto sur la rue.

Quelques lieux d'intérêts
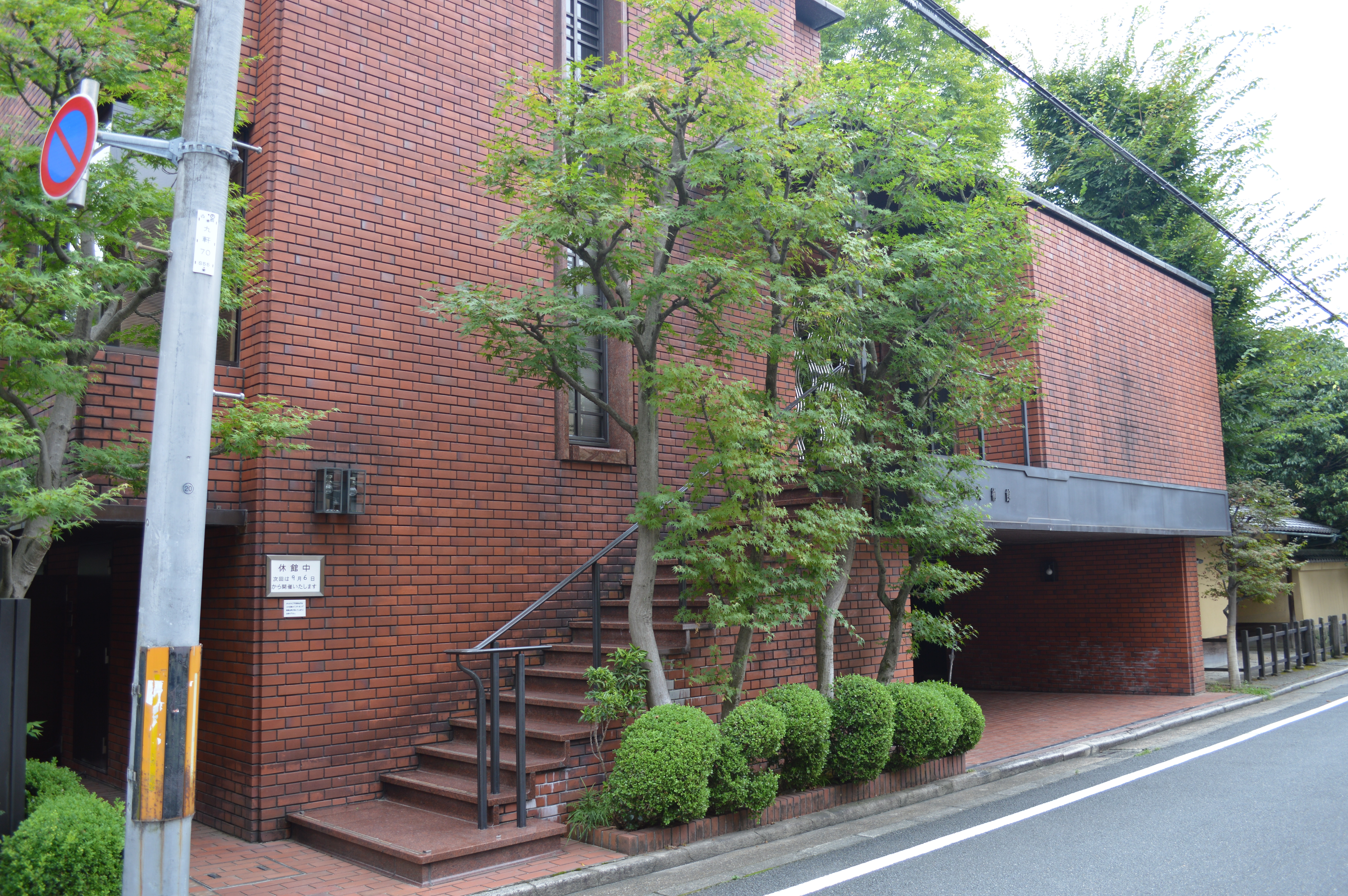
Le musée Kitamura
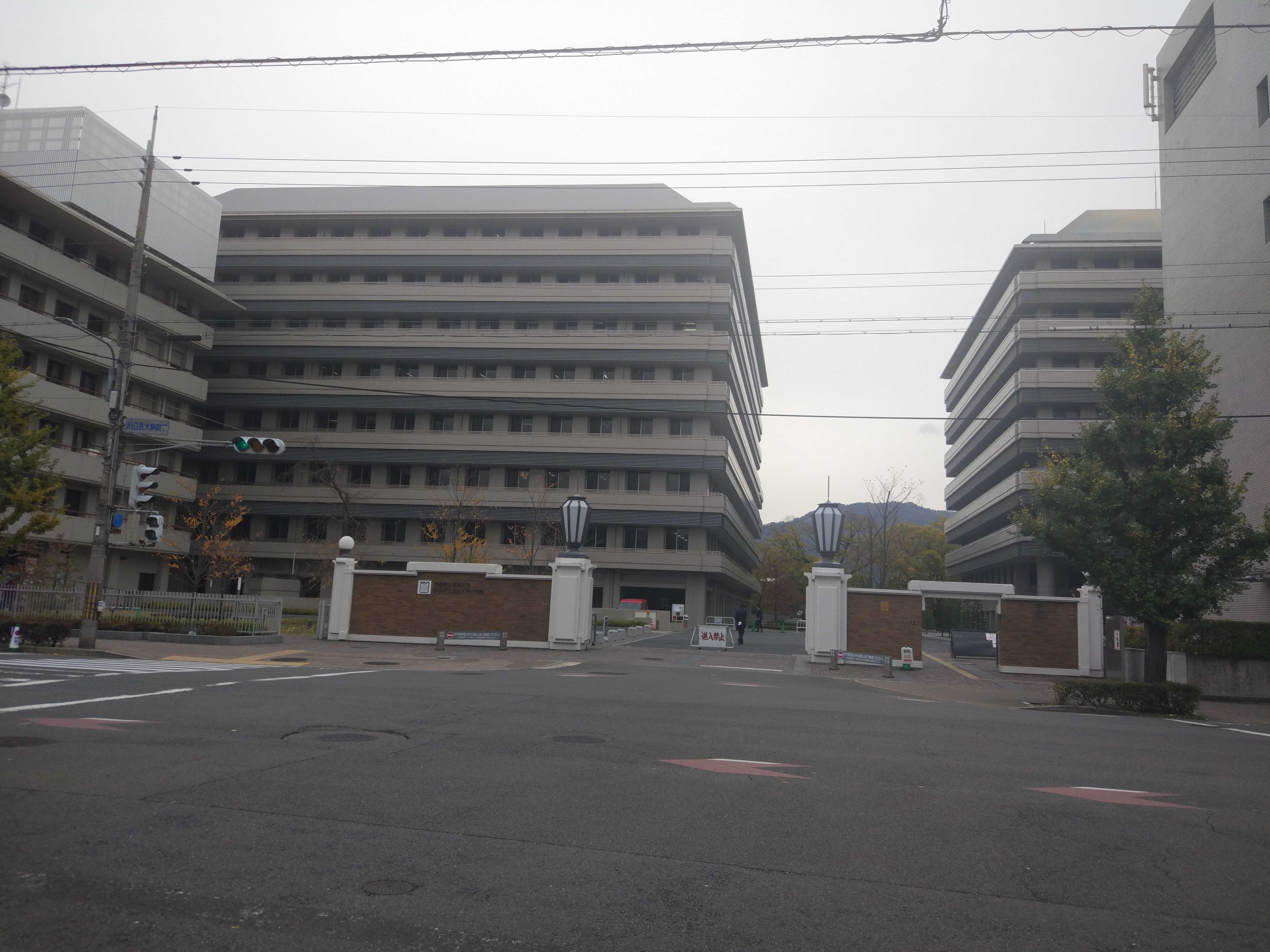
Campus principal de l'université de médecine
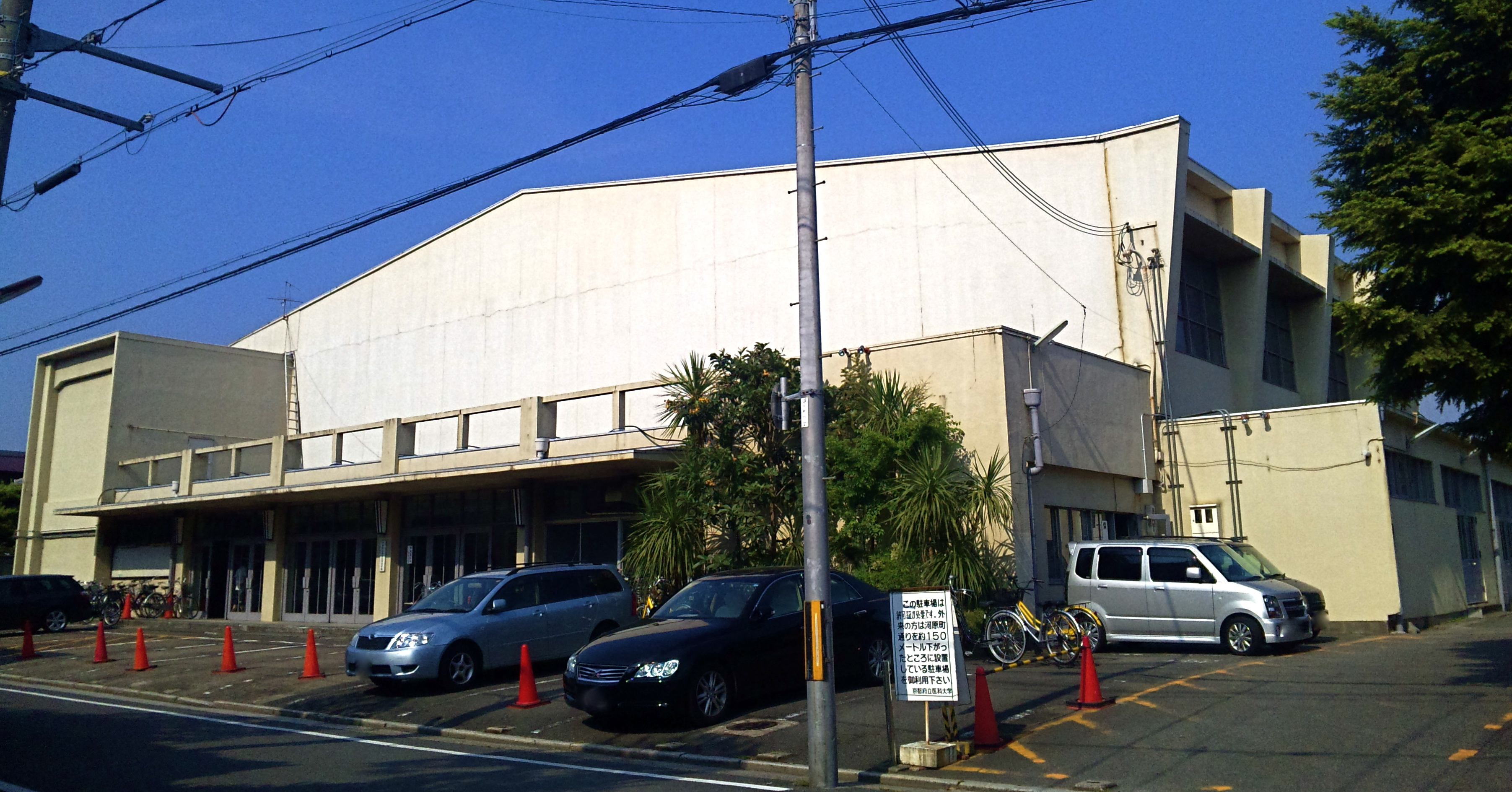
Ancien gymnase de l'université de Ritsumeikan, au nord de l'Institut Saint-Thomas